# Перестрелка у корраля О-Кей

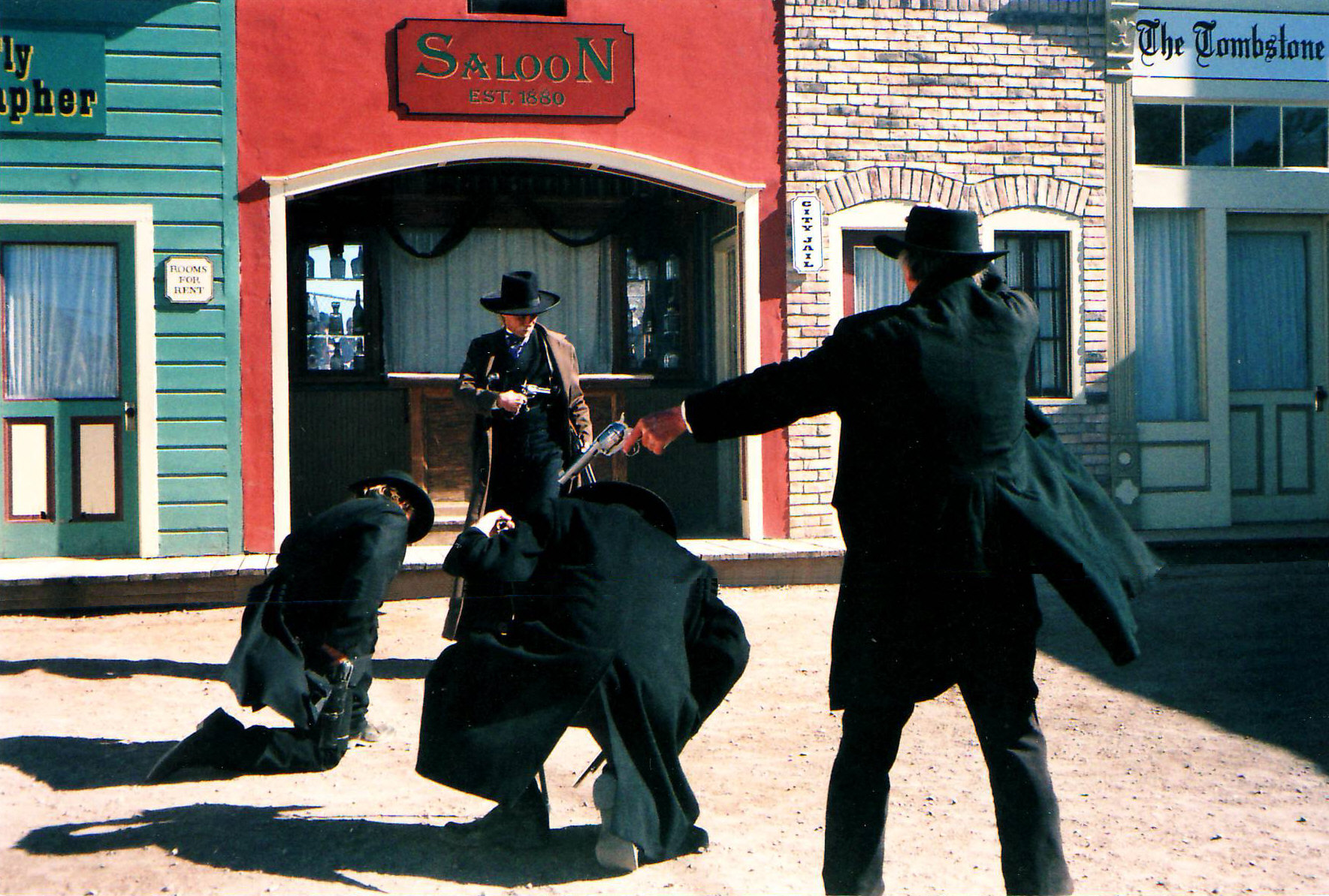
Ежедневный уличный спектакль-постановка по мотивам события

Перестрелка у корраля О-Кей (Gunfight at the O.K. Corral) — одна из самых известных перестрелок в истории Дикого Запада. Произошла в три часа пополудни 26 октября 1881 года в городе Тумстоун на Аризонской территории.
Благодаря американской печати, телевидению и кинематографу впоследствии стала самой известной перестрелкой в мировой истории. Так или иначе она обыгрывается в нескольких десятках телевизионных и художественных фильмов и многочисленных документальных телепередачах.

## Предпосылки
Все трое братьев Эрп: Вирджил, Морган и Уайетт — были республиканцами, Вирджил и Морган в годы гражданской войны воевали на стороне Севера. В городе и округе в целом были сильны конфедератские настроения (хотя гражданская война к тому времени давно закончилась), северян там не любили, окружной маршал-демократ Джонни Биен открыто проявлял своё презрение к Эрпам, потворствовал кражам скота и всячески покрывал своих знакомых конокрадов-техасцев. До перестрелки ситуация накалялась на протяжении многих месяцев, — угрозы, оскорбления постепенно переполняли чашу терпения.

## Силы сторон

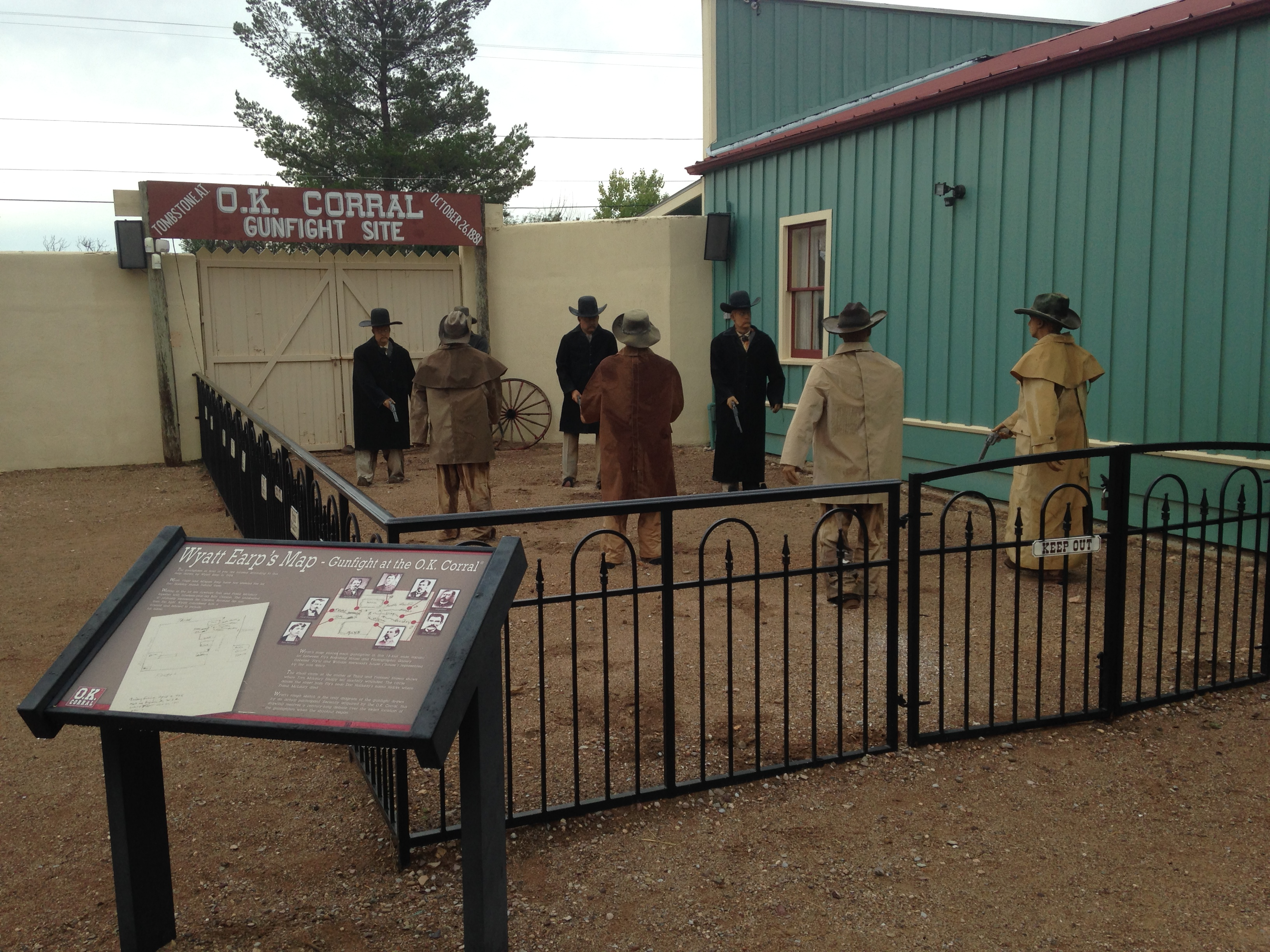
Ростовые фигуры участников перестрелки. Стражи порядка одеты в чёрное

В выяснении отношений с представителями властей (братья Вирджил, Морган и Уайетт Эрп и примкнувший к ним Док Холлидей) приняли участие бандитствующие ковбои Билли Клейборн, братья Том и Фрэнк Маклори, братья Билли и Айк Клэнтоны.

### Вооружение
| Уайетт Эрп                       | Вирджил Эрп         | Морган Эрп      | Док Холлидей                       |
| -------------------------------- | ------------------- | --------------- | ---------------------------------- |
| револьвер Смит-Вессон 3-й модели | револьвер Ремингтон | револьвер Кольт | инкассаторский дробовик-двустволка |

## Диспозиция
Утром 26 октября Уайетт Эрп, встретив на улице Тома Маклори, ударил его по лицу наотмашь стволом револьвера. Как считается, Маклори перед этим его оскорбил или пригрозил ему. Вскоре Уайетт проделал то же самое с Айком Клэнтоном. К полудню того же дня братья Клэнтоны и Маклори собрались у корраля «О-Кей». Вирджил, как городской маршал (начальник городской полиции), вознамерился арестовать их за нарушение городского закона, запрещающего гражданским лицам носить оружие в пределах городской черты, для этого собрал своих братьев, к которым подключился их давний друг семьи Док Холлидей. Вместе они вышли из полицейского участка и отправились по центральной улице к корралю.

## Ход событий
Встретив у корраля Клэнтонов и Маклори, Вирджил, держа в руке позаимствованную у Холлидея трость (чтобы иметь менее угрожающий вид), приказал братьям отдать ему оружие (по другой версии, приказал поднять руки вверх, чтобы самому их разоружить). Фрэнк Маклори ответил: «Мы отдадим», и полез рукой в карман своего плаща. То же самое сделал Уайетт, первым выхватив свой револьвер. Кто выстрелил первым, остаётся неизвестным до сих пор. Перестрелка заняла всего полминуты (32 секунды, как было установлено впоследствии). В общей сложности всеми участниками перестрелки было произведено около тридцати выстрелов (по разным оценкам от 28 до 31). Братья Маклори и Билли Клэнтон погибли, Клейборн и Айк ретировались как безоружные, все представители властей, кроме Уайетта Эрпа, получили ранения.
Американские историки и эксперты-криминалисты пришли к выводу, что решающую роль в завершении перестрелки сыграл выстрел из дробовика-двустволки, которым Док Холлидей застрелил Тома Маклори (по всей вероятности, невооружённого), стреляя практически в упор, а также выстрел из револьвера, которым Морган Эрп убил Фрэнка Маклори, попав тому в голову, ниже правого уха.

## Суд

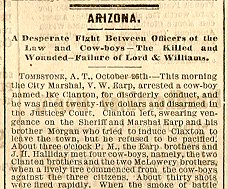
Заметка в газете о случившемся

Айк Клэнтон подал в суд на братьев Эрп и Холлидея, их привлекли к суду по обвинению в умышленном убийстве. Морган и Вирджил находились дома на лечении, поэтому слушания по ним проводились заочно. За Уайетта и Холлидея сходу внесли залог в сумме $10 тыс., — безумные деньги по тем временам (средняя ежемесячная зарплата составляла 15 долларов), — бизнесмены-северяне, которые были заинтересованы в наказании непокорных фермеров для успеха своего бизнеса. Обвинение поддерживал окружной прокурор Литтлтон Прайс, член республиканской партии. Слушания проходили без присяжных, поскольку общественное мнение было настроено очень резко против подсудимых, местный мировой судья Уэллс Спайсер распорядился заключить Уайетта и Холлидея под стражу до окончания слушаний. Слушания продлились ещё 16 дней; в итоге Спайсер снял с подсудимых все обвинения за отсутствием убедительных доказательств их вины.

## Месть друзей погибших
В конце того же года (28 декабря) городской маршал Вирджил Эрп подвергся нападению бандитов и был искалечен на выходе из салуна. Его брат Морган был убит 18 марта 1882 года во время игры в бильярд. Это положило начало знаменитой охоте на бандитов, получившей название вендетты Эрпа.

## Популяризация

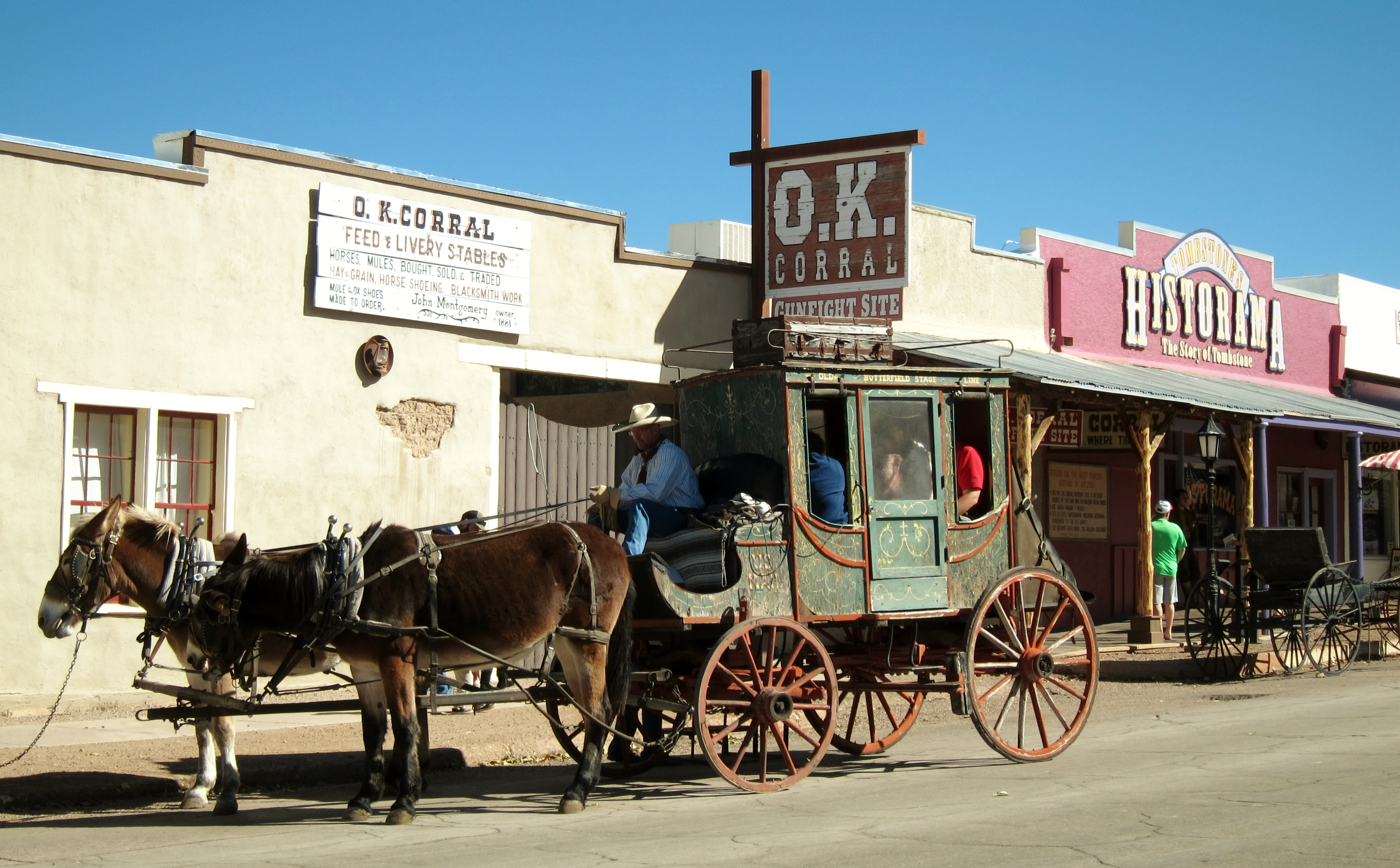
Место событий стало достопримечательностью

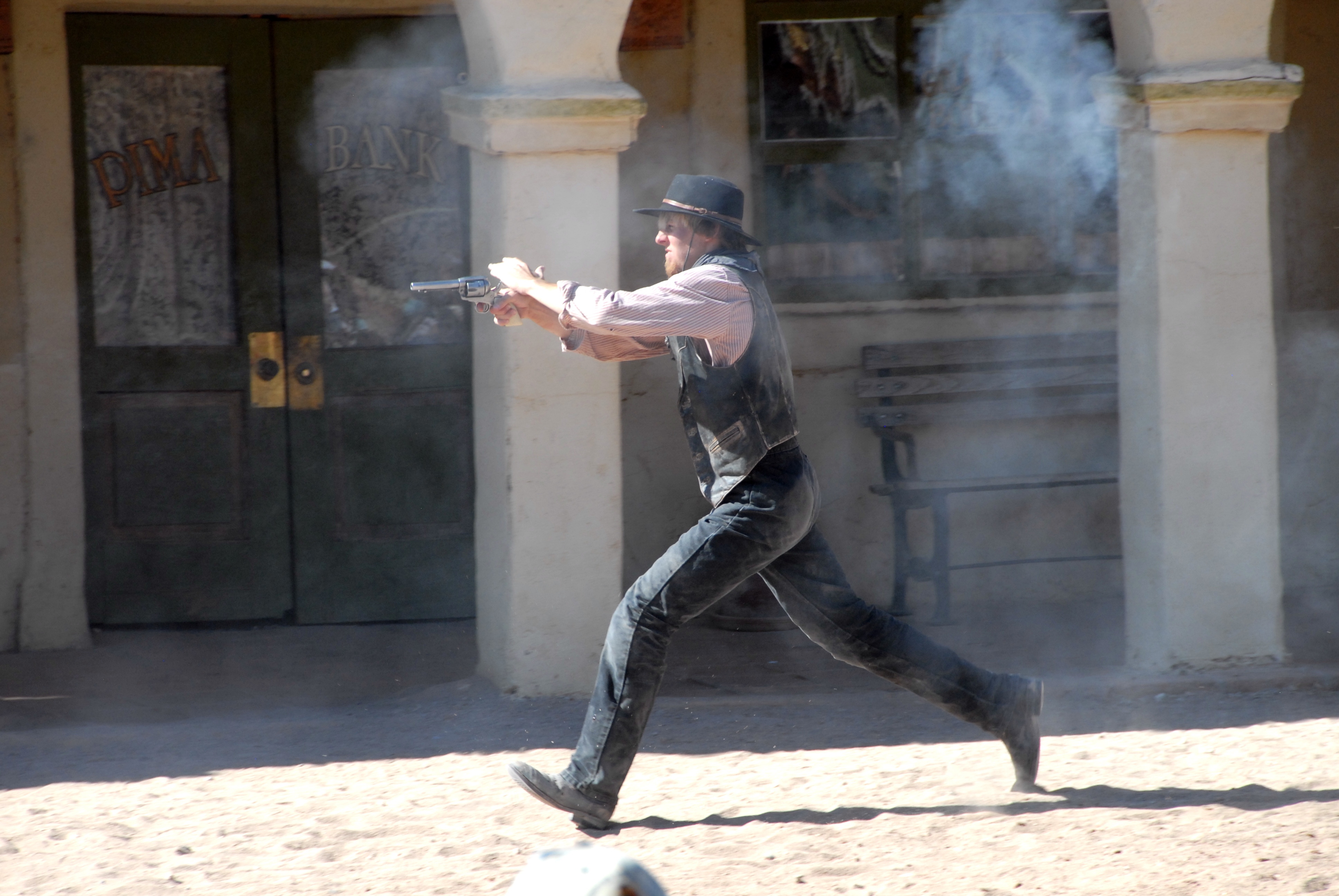
Современная театрализованная постановка

Широкая публика узнала о перестрелке из биографии Уайетта Эрпа за авторством пресс-секретаря экс-президента Рузвельта писателя-новеллиста Стюарта Лейка. Одним из знакомых Теодора Рузвельта был Бат Мастерсон, друг Эрпа и его братьев. Лейк, услышав историю в пересказе Мастерсона, поехал в Лос-Анджелес, чтобы встретиться с пожилым Уайеттом Эрпом. Лейк успел встретиться с ним несколько раз и записать рассказ от непосредственного участника событий, но довершить начатое он не успел, поскольку Эрп скоропостижно скончался, для восстановления полной картины событий интервьюировать пришлось его знакомых. В итоге в 1931 году вышла книга, в которой события описываются с точки зрения Эрпа, которая легла в основу вестерна Джона Форда «Моя дорогая Клементина» (1946) c Генри Фондой в главной роли. В 1957 году Джон Стерджес вернулся к этому эпизоду американской истории в вестерне «Перестрелка у корраля О. К.» с Б. Ланкастером и К. Дугласом в главных ролях. В 1966 году этой теме была посвящена серия британского фантастического сериала «Доктор Кто» «Меткие стрелки». В 1993 году на экраны вышел вестерн «Тумстоун: Легенда Дикого Запада». Впоследствии появились альтернативные описания картины событий, в которой суть событий излагается с позиции противоположной стороны, бандитом представлен сам Эрп и его братья.

О перестрелке в «О`Кей Коррале», что рядом с городком Тумбстоун, снято едва ли не больше фильмов, чем о битве при Ватерлоо. Братья Эрп и Док Холлидей перестреляли там отпетую семейку Клентонов, воров и убийц: считается, что в тот день на Дикий Запад пришли закон и порядок.— М. Трофименков
Литературное и кинематографическое отображение событий передаёт произошедшее как соревнование по выхватыванию револьверов из кобуры и скоростной стрельбе. Уайетт Эрп смеялся над этим художественным преувеличением. Сам он неоднократно говорил, что в любой перестрелке главное как следует к ней подготовиться (у него для этих целей по всем злачным местам были спрятаны заряженные двустволки, на случай возможного вооружённого противостояния). А сами тогдашние кобуры исключали возможность быстрого извлечения револьвера, — кобуры, которые носят герои вестернов, появились в 1950-е годы, их изготавливали специально для Голливуда.
Само место происшествия стало туристической достопримечательностью и местом паломничества всех поклонников вестерна. Для туристов там каждый день ставятся спектакли-реконструкции перестрелки.

### Кинематограф
Перестрелка обыгрывается в следующих телевизионных и художественных фильмах:
| тип видео и название в русском прокате                       | тип видео и название в русском прокате | тип видео и название в русском прокате | оригинальное название                | страна              | год  | в главных ролях   | в главных ролях   | IMDB   |
| тип видео и название в русском прокате                       | тип видео и название в русском прокате | тип видео и название в русском прокате | оригинальное название                | страна              | год  | (Уайетт Эрп)      | (Док Холлидей)    | IMDB   |
| ------------------------------------------------------------ | -------------------------------------- | -------------------------------------- | ------------------------------------ | ------------------- | ---- | ----------------- | ----------------- | ------ |
| кинофильм                                                    | Маршал фронтира                        | Маршал фронтира                        | Frontier Marshal                     | Флаг США            | 1934 | Джордж О’Брайен   | Алан Эдвардс      | [ 5 ]  |
| кинофильм                                                    | Маршал фронтира                        | Маршал фронтира                        | Frontier Marshal                     | Флаг США            | 1939 | Рэндольф Скотт    | Сизар Ромеро      | [ 6 ]  |
| кинофильм                                                    | Тумстоун: Слишком крут, чтобы умереть  | Тумстоун: Слишком крут, чтобы умереть  | Tombstone: The Town Too Tough to Die | Флаг США            | 1942 | Ричард Дикс       | Кент Тейлор       | [ 7 ]  |
| кинофильм                                                    | Моя дорогая Клементина                 | Моя дорогая Клементина                 | My Darling Clementine                | Флаг США            | 1946 | Генри Фонда       | Виктор Мэтьюр     | [ 8 ]  |
| кинофильм                                                    | Оружейный ремень                       | Оружейный ремень                       | Gun Belt                             | Флаг США            | 1953 | Джеймс Милликен   | —                 | [ 9 ]  |
| эпизод                                                       | (Истории столетия)                     | Док Холлидей                           | Doc Holliday                         | Флаг США            | 1954 | Джеймс Крейвен    | Ким Сполдинг      | [ 10 ] |
| эпизод                                                       | (С вашим участием)                     | Перестрелка у корраля О-Кей            | The Gunfight at the O.K. Corral      | Флаг США            | 1955 | Роберт Брэй       | Барри Этуотер     | [ 11 ] |
| кинофильм                                                    | Уичито                                 | Уичито                                 | Wichita                              | Флаг США            | 1955 | Джоэл Маккри      | Эдгар Бьюкенен    | [ 12 ] |
| кинофильм                                                    | Перестрелка у корраля О-Кей            | Перестрелка у корраля О-Кей            | Gunfight at the O.K. Corral          | Флаг США            | 1957 | Берт Ланкастер    | Кирк Дуглас       | [ 13 ] |
| кинофильм                                                    | Бандитская страна                      | Бандитская страна                      | Badman’s Country                     | Флаг США            | 1958 | Бастер Крэбб      | —                 | [ 14 ] |
| эпизод                                                       | (Жизнь и легенда Уайетта Эрпа)         | Перестрелка у корраля О-Кей            | Gunfight at the O.K. Corral          | Флаг США            | 1961 | Хью О’Брайен      | Дуглас Фоули      | [ 15 ] |
| кинофильм                                                    | Осень шайеннов                         | Осень шайеннов                         | Cheyenne Autumn                      | Флаг США            | 1964 | Джеймс Стюарт     | Артур Кеннеди     | [ 16 ] |
| кинофильм                                                    | Час оружия                             | Час оружия                             | Hour of the Gun                      | Флаг США            | 1967 | Джеймс Гарнер     | Джейсон Робардс   | [ 17 ] |
| кинофильм                                                    | Док                                    | Док                                    | “Doc”                                | Флаг США            | 1971 | Харрис Юлин       | Стейси Кич        | [ 18 ] |
| эпизод                                                       | (По прозвищу Смит и Джонс)             | Как доехать в корраль О-Кей?           | Which Way to the O.K. Corral?        | Флаг США            | 1972 | Кэмерон Митчелл   | Билл Флетчер      | [ 19 ] |
| эпизод                                                       | (Свидание с судьбой)                   | Разборка у корраля О-Кей               | Showdown at O.K. Corral              | Флаг США            | 1972 | Дэвид Воуэлл      | Тим Джейнс        | [ 20 ] |
| кинофильм                                                    | Я вышла замуж за Уайетта Эрпа          | Я вышла замуж за Уайетта Эрпа          | I Married Wyatt Earp                 | Флаг США            | 1983 | Брюс Бокслейтнер  | Джеффри ДеМанн    | [ 21 ] |
| кинофильм                                                    | Тумстоун: Легенда дикого запада        | Тумстоун: Легенда дикого запада        | Tombstone                            | Флаг США            | 1993 | Курт Рассел       | Вэл Килмер        | [ 22 ] |
| кинофильм                                                    | Уайетт Эрп                             | Уайетт Эрп                             | Wyatt Earp                           | Флаг США            | 1994 | Кевин Костнер     | Деннис Куэйд      | [ 23 ] |
| телефильм                                                    | Уайетт Эрп: Возвращение в Тумстоун     | Уайетт Эрп: Возвращение в Тумстоун     | Wyatt Earp: Return to Tombstone      | Флаг США            | 1994 | Хью О’Брайен      | Дуглас Фоули      | [ 24 ] |
| эпизод                                                       | (Ганфайтеры Дикого Запада)             | Братья Эрп                             | The Earp Brothers                    | Флаг США            | 1998 | н/д               | н/д               | [ 25 ] |
| эпизод                                                       | (Дни, которые потрясли мир)            | Правление ствола                       | Rule of the Gun                      | Флаг США            | 2005 | Брайан Урспрингер | Брендан Гай Мёрфи | [ 26 ] |
| эпизод                                                       | (Дикий Запад)                          | Перестрелка у корраля О-Кей            | The Gunfight at the OK Corral        | Флаг Великобритании | 2007 | Лиам Каннингем    | Джордж Аспри      | [ 27 ] |
| эпизод                                                       | (Ковбои)                               | Перестрелка у корраля О-Кей            | Gunfight at the OK Corral            | Флаг Ирландии       | 2009 | н/д               | н/д               | [ 28 ] |
| эпизод                                                       | (Легенды и ложь)                       | Док Холлидей: Отчаянные меры           | Doc Holliday: Desperate Measures     | Флаг США            | 2015 | Эрик Шумахер      | Шейн О’Лафлин     | [ 29 ] |
| эпизод                                                       | (Американский Запад)                   | Правосудие фронтира                    | Frontier Justice                     | Флаг США            | 2016 | Джонатан Стюарт   | Эдгар Фокс        | [ 30 ] |
| эпизод                                                       | (Смертельные перестрелки)              | Перестрелка у корраля О-Кей            | Gunfight at the OK Corral            | Флаг США            | 2016 | Джастин Янг       | Рональд Вудхед    | [ 31 ] |
| приключенческие фильмы, обыгрывающие сюжет перестрелки       |                                        |                                        |                                      |                     |      |                   |                   |        |
| кинофильм                                                    | Крутейший ствол в Тумстоуне            | Крутейший ствол в Тумстоуне            | The Toughest Gun in Tombstone        | Флаг США            | 1958 | Джордж Монтгомери | —                 | [ 32 ] |
| эпизод                                                       | (Шериф Кочиса)                         | Уайетт Эрп                             | Wyatt Earp                           | Флаг США            | 1957 | Джон Брумфилд     | Рой Энджел        | [ 33 ] |
| научно-фантастические фильмы, обыгрывающие сюжет перестрелки |                                        |                                        |                                      |                     |      |                   |                   |        |
| эпизод                                                       | (Доктор Кто)                           | Корраль О-Кей                          | The O.K. Corral                      | Флаг Великобритании | 1966 | Джон Алдерсон     | Энтони Джейкобс   | [ 34 ] |
| эпизод                                                       | (Звёздный путь)                        | Спектр оружия                          | Spectre of the Gun                   | Флаг США            | 1968 | Рон Соубл         | Сэм Гилман        | [ 35 ] |
| эпизод                                                       | (Настоящие охотники за привидениями)   | Бой с привидениями у корраля О-Кей     | Ghost Fight at the O.K. Corral       | Флаг США            | 1987 | —                 | —                 | [ 36 ] |

Чтобы не нарушать авторских прав Стюарта Лейка, имена ключевых персонажей в некоторых фильмах были изменены («Майкл Уайетт», «Док Халидей» и т. п.).

## Музыка
В 2016 году вышел альбом шведской хеви-пауэр-метал-группы Civil War (The Last Full Measure), песня «Tombstone» посвящена Доку Холлидею и перестрелке. В том же году на песню был снят клип.

## Объекты, названные в честь события
- В период Холодной войны «Корралем О-Кей» был назван зенитно-артиллерийский полигон Армии США при военной базе Форт-Блисс, штат Техас (Okay Corral Range), где проходили испытания основных американских и иностранных зенитных орудий и пулемётов, — из-за бугра внезапно появлялись и так же быстро исчезали картонные фигуры вертолётов противника. От наводчика зенитного орудия, как от шерифа, требовалось мгновенно реагировать на изменяющуюся мишенную обстановку, — командование зенитных войск часто обыгрывало тематику фронтира и различных клише Дикого Запада в названиях военной техники и объектов инфраструктуры.